# المحكمة العليا (الجزائر)
المحكمة العليا. مقرها الجزائر العاصمة، تم إنشاؤها بموجب القانون رقم 218/63، المتضمن إحداث المجلس الأعلى، هي الجهة القضائية التي تم تحديد صلاحياتها وتنظيمها وسيرها، بموجب القانون رقم 22/89، تتربع على قمة الهرم القضائي الجزائري، وتختص بالرقابة القضائية على أعمال المحاكم والمجالس القضائية فيما تصدره من أحكام وقرارات وتضمن توحيد الاجتهاد القضائي في جميع أنحاء البلاد وتسهر على احترام القانون. الرئيس الأول: سليمان بودي والنائب العام: بن عبيد الوردي